# Ethelum gezei
Ethelum gezei là một loài chân đều trong họ Eubelidae. Loài này được Paulian de Felice miêu tả khoa học năm 1941.